# Kirsten Storms
Kirsten Storms, född 8 april 1984 i Orlando i Florida, är en amerikansk skådespelerska.
Storms är mest känd som Belle Black i TV-serien Våra bästa år från 1999–2004. Hon är med i General Hospital som Maxie Jones och har även medverkat i bland annat TV-serierna Sjunde himlen och CSI: Miami.
Hon är sedan juni 2013 gift med Brandon Barash, med vilken hon har ett barn.

## Film
- Crayola Kids Adventures: The Trojan Horse
- Zenon: Girl of the 21st Century
- Belle's Tales of Friendship
- Love Letters
- Johnny Tsunami
- Zenon: The Zequel
- Express Yourself
- Kim Possible: A Sitch in Time
- Zenon: Z3
- Kim Possible Movie: So the Drama
- Nice Guys Finish Last

## TV serier
- Second Noah
- You Wish
- Any Day Now
- 7th Heaven
- Movie star
- Sing Me a Story with Belle
- Våra bästa år
- Kim Possible
- That's So Raven
- Clubhouse
- CSI: Miami
- General Hospital
- Skater Boys
- General Hospital: Night Shift
- Winterthorne